# Elbrus 2000
Der Elbrus 2000 (Эльбрус 2000, E2K) ist ein russischer Mikroprozessor, der auf einer 512-bit breiten VLIW-EPIC-Architektur basiert. Er wurde vom МЦСТ (MZST, Moskauer Zentrum für SPARC-Technologie) entwickelt.
Der Elbrus 2000 war als Mikroprozessor-Weiterführung der Elbrus-3-Prozessorarchitektur geplant. Er nutzt eine Technologie der binären Kompilierung, um Kompatibilät zur Intel-x86-Architektur zu erreichen. Das Design wurde beim taiwanesischen Auftragsfertiger TSMC auf Standardzellen umgesetzt und ab Juni 2008 gefertigt.

## Technische Daten
Der Elbrus 2000 baut auf der ELBRUS-Architektur (ExpLicit Basic Resources Utilization Scheduling – ähnlich EPIC) auf, deren Besonderheit die Parallelisierung der Ressourcen für eine zeitparallele Ausführung der expliziten Anweisungensteile in einer VLIW-Anweisung ist. Der Elbrus 2000 wird, als Architektur-Nachfolger von Elbrus 3, als ein Mikroprozessor bewertet, der – zusammen mit entsprechenden Compilern – die „tiefste heute bekannte“ Parallelisierung realisiert.
Seine Spitzenleistung liegt bei 23,7 GIPS.
| Fertigungsprozess              | CMOS 0,13 µm                                                                                         |
| Arbeitstakt                    | 300 MHz                                                                                              |
| Spitzenleistung                | - 64 Bit: 6,67 GIPS / 2,4 GFLOPS - 32 Bit: 9,5 GIPS / 4,8 GFLOPS - 8/16 Bit: 22,6 GIPS / 12,2 GFLOPS |
| Datenformat                    | - ganze Zahlen: 32, 64 - reelle Zahlen: 32, 64, 80                                                   |
| Cache-Speicher                 | - Cache-1 für Instruktionen: 64 KByte - Cache-1 für Daten: 64 KByte - Cache-2: 256 KByte             |
| Cache-Seitentabelle            | 512 Eingänge                                                                                         |
| Datenrate des Kanals zum Cache | - Kanäle zum Cache: 9,6 GByte/s - Kanäle zum Hauptspeicher: 4,8 GByte/s                              |
| Chipfläche                     | 189 mm²                                                                                              |
| Gates                          | 75,8 Mio.                                                                                            |
| Metallisierungsebenen          | 8 |
| Gehäusetyp / Anschlüsse        | HFCBGA / 900                                                                                         |
| Gehäusegröße                   | 31×31×2,4 mm                                                                                         |
| Versorgungsspannungen          | 1,05 / 3,3 V                                                                                         |
| Verlustleistung                | 6 W                                                                                                  |

## Geschichte
MZST wurde nach 1990 als Ableger des führenden sowjetischen Informatikinstituts S. A. Lebedew Institut für Präzisionsmechanik und Rechentechnik der Russischen Akademie der Wissenschaften (IPMuRT; ИТМ и ВТ) und der Elbrus-Gruppe hervor. Das IPMuRT hatte ca. 30 Jahre lang Supercomputer entwickelt, darunter ca. 15 Jahre die Reihe Elbrus 1, Elbrus 2 und Elbrus 3. Bereits Elbrus 1 zeichnete sich durch eine Superskalar-Parallel-Architektur aus, wodurch der technische Rückstand der Bauelemente in der Sowjetunion teilweise kompensiert werden konnte. Der bis ca. 1990 aus veralteten Bauelementen gebaute Rechner Elbrus 3 konnte z. B. dank seiner Architektur eine zweifach höhere Rechenleistung bringen als der seinerzeit modernste amerikanische Supercomputer Cray Y-MP. Chefkonstrukteur der Elbrus 3 war Boris Babajan.
Am 25. Februar 1999 verkündete Babajan auf dem internationalen Microprocessor Forum, dass sein Team den Elbrus 2000 entwickelt habe, der den kommenden Merced (Intel Itanium) in allen Punkten deutlich übertreffe.
Das Projekt wurde nach Keith Diefendorffs Artikel The Russians Are Coming im Microprocessor Report 2/1999 im Westen bekannt. Dave Ditzel, Gründer der Firma Transmeta, äußerte sich ebenfalls positiv zum Projekt.
2005 wurde mitgeteilt, dass der Elbrus-3M-Chip Эльбрус-3м Кристалл für den Rechner Elbrus 3M realisiert wurde und getestet wird. 2014 berichteten die Medien, das eine neue Generation, die „Baikal“ CPU kurz vor der Serienfertigung steht.
| Leistung        | 1–2 Mrd. OP/s.(abhängig von der Aufgabe) |
| Spitzenleistung | 23.7 Giga-OPS / 2.4 GFLOPS (64 Bit)      |
| Projeknorm      | 0,13 µm                                  |
| Gates           | 50 Mio.                                  |

Der E3M-Chip ist ein abgerüstetes Modell, das keinen Level-3-Cache hat. Seine Logik wurde von MZST und weiteren Partnern auf Basis einer Bibliothek von Standardzellen des taiwanesischen Auftragsfertigers TSMC entwickelt. Sein Arbeitstakt ist 300 MHz.
2007 wurde über den Abschluss der staatlichen Tests des Rechnerkomplex Elbrus 3M auf Basis von Versuchsmustern des gleichnamigen Mikroprozessors informiert. Im Juli 2008 wurde der Rechner erstmals der Presse präsentiert. Vor der Öffentlichkeit übertraf der 300-MHz-Rechner im Intel/IA-32-Kompatibilitätsmodus den 500-MHz-Intel Pentium III bei SPEC-Tests. Es war damit nachgewiesen, dass auch die binäre Kompatibilität mit der IA-32 funktioniert, d. h. der binäre Compiler, das Mini-Betriebssystem und die Architekturneuheiten, die zu IA-32 kompatibel gestaltet wurden, funktionieren. Dass der Elbrus 3M mit dem in Russland weit verbreiteten Elbrus-Code funktioniert, war schon nach den staatlichen Tests klar, wo er Leistungen gezeigt hatte, die mit der 2-GHz-Variante des Intel Pentium 4 vergleichbar waren. Der Geschwindigkeitsunterschied erklärt sich dadurch, dass die Vorkompilierung den Binärcode von Programmen optimiert, die für andere Architekturen geschrieben wurden.
Die Entwickler haben versprochen, noch 2008 mehrere hundert Elbrus-3M-Rechnerkomplexe für Aufgaben der Luftabwehr und Raketenverteidigung auszuliefern. Außerdem sind Mehrkern-Varianten und der Übergang von 130 nm auf schnellere Technologien geplant.

## Nachfolger
- Elbrus-2S+, hergestellt 2011 von TSMC Taiwan
- Elbrus-2SM, Vorserienherstellung 2014 von Mikron Russia
- Elbrus-3M, Testphase ab 2005
- Elbrus-4S, voraussichtliche Serienproduktion 2014
- Elbrus-8S „Baikal“ mit 1 GHz, angekündigt für 2014/2015
- Elbrus-16C, angekündigt für 2018
- Elbrus-32C mit 32 Kernen und 2 GHz, angekündigt für 2020

Seit dem Ukraine-Krieg von 2022 liefert und produziert TSMC keine Elbrus-Prozessoren mehr.